# Neguev
O Neguev (português brasileiro) ou Negueve (português europeu) (do hebraico נגב, Nêguev, "seco", "árido") é o deserto que ocupa cerca de 60% do território de Israel. O Neguev está situado no Sul de Israel e a sua maior cidade é Bersebá. A população do Neguev é composta de maioria judaica e uma minoria de beduínos nómadas e sésseis. É neste deserto que se localiza o Centro de Pesquisas Nucleares de Neguev.
Em outubro de 2012, a editora global de guias de viagens Lonely Planet classificou o Neguev em segundo lugar na lista dos dez principais destinos de viagem regionais do mundo para 2013, observando sua atual transformação através do desenvolvimento.

## Flora do Neguev

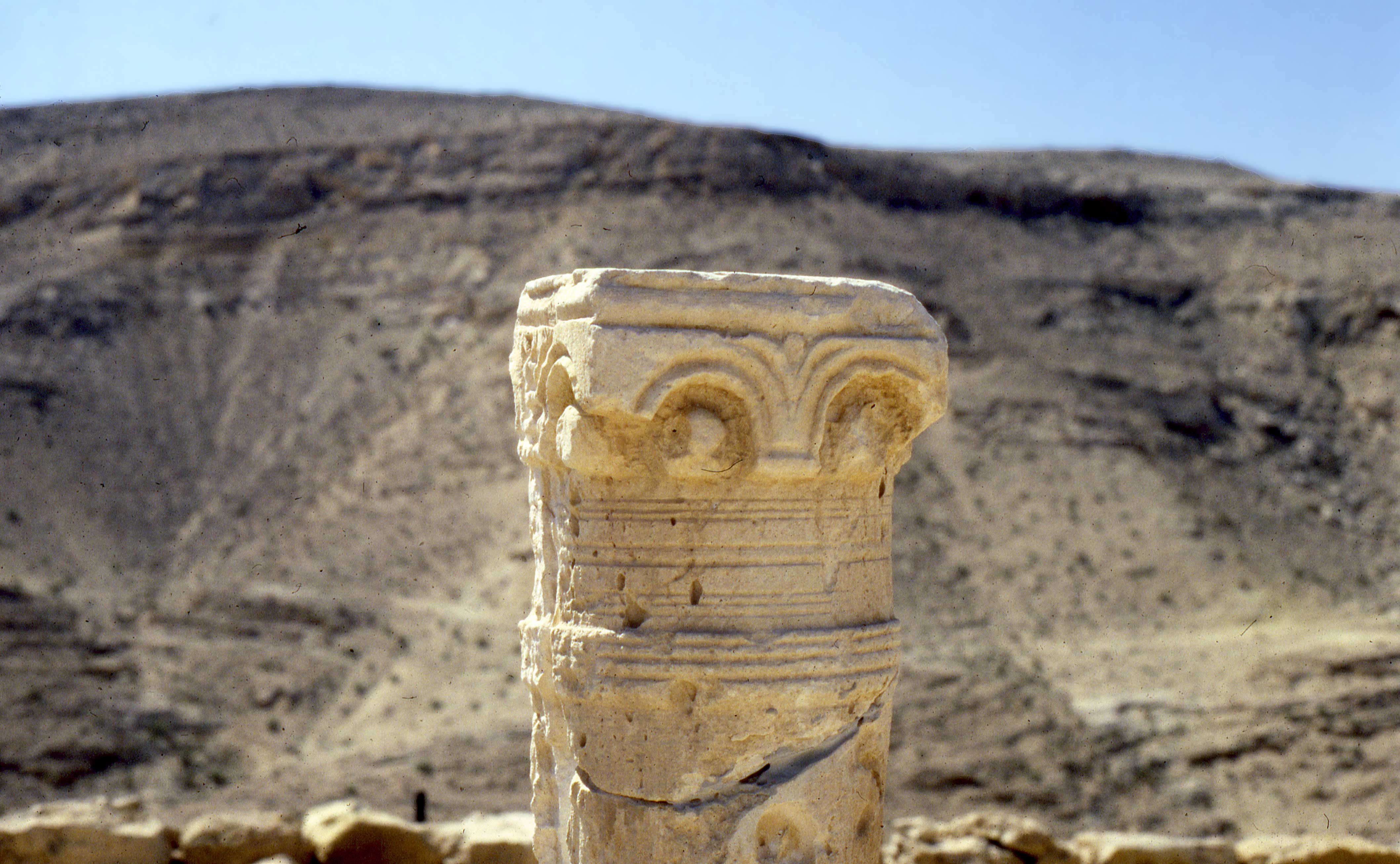
Ruinas no Neguev.

Plantas típicas e comuns no Neguev são:
- Phoenix dactylifera
- Tamarix spp.